# エドソン・ローランド・シルヴァ・ソウザ
エドソン・ローランド・シルヴァ・ソウザ（Edson Rolando Silva Sousa, 1983年3月9日 - ）は、カーボベルデ・サン・ヴィセンテ島出身の元サッカー選手。ポジションはミッドフィールダー（攻撃的ミッドフィールダー）。現在はカーボベルデのファルコンイス・ド・ノルテの監督を務める。